# Allan Kardec
Allan Kardec, pravim imenom Hippolyte Léon Denizard Rivail (Lyon, 3. listopada 1804. – Pariz, 31. ožujka 1869.), francuski pedagog i liječnik; osnivač suvremenog spiritizma i stvaralac njegovih osnovnih pravila i doktrine. Autor je pet temeljnih knjiga o spiritizmu koje je napisao između 1857. i 1868. godine, od kojih je prva i najpoznatija "Knjiga duhova" (Le Livre des Esprits).

## Životopis
Rodio se u Lyonu kao rimokatolik u tradicionalnoj francuskoj obitelji sudaca i učitelja od oca Jeana Baptistea Antoinea Rivaila i majke Jeanne Louise Duhamel. Kao desetogodišnjak otišao je na školovanje u Švicarsku na Pestallozzi institut kojim je upravljao ugledni švicarski pedagog i reformator obrazovanja Johann Heinrich Pestalozzi (1774. – 1827.). Kardec je postao jedan od najglasovitijih Pestalozzijevih sljedbenika i najveći promicatelj njegova obrazovnog sustava u Francuskoj i Njemačkoj.
Po završetku školovanja otputovao je u Pariz gdje je postao iskusni hipnotizer. Godine 1831. upoznao je učiteljicu Amélie Gabrielle Boudet s kojom se uskoro oženio. Godine 1854. upoznao se s fenomenom prizivanja duhova, nakon čega je počeo istraživati taj fenomen. Napisao je niz knjiga o spiritizmu kojima je kodificirao tu ezoteričnu nauku.
Specifičnost Kardecove inačice spiritizma je vjerovanje u reinkarnaciju. Prema njegovom spiritističkom nauku, Bog je univerzalna kozmička energija, a ljudska duša je besmrtna. Čovjek nalazi spasenje vlastitim moralnim naporom, a nakon smrti duša se čisti uzastopnim reinkarnacijama. Duša postaje lutajući duh između dviju reinkarnacija i tijekom tog lutanja, može stupiti u vezu s ljudima posredstvom medija na spiritističkim seansama.

## Vanjske poveznice
|  | Zajednički poslužitelj ima još gradiva o temi Allan Kardec |

- Allan Kardec encyclopedia.com (engl.)